# Azealia Banks
Azealia Amanda Banks (Estats Units, 1991) és una rapera, cantant i compositora estatunidenca. Criada al barri de Harlem de la ciutat de Nova York, va començar a publicar música a través de Myspace el 2008 abans de signar amb XL Recordings als 18 anys. Posteriorment va signar amb Interscope i Polydor Records, abans de separar-se el 2013. Banks es va convertir en una artista independent i va començar el seu propi segell discogràfic independent, Chaos & Glory Recordings. Més tard va signar amb Parlophone i Warner Records abans de deixar el seu segell el 2023.
La cançó de Banks "212" ha estat catalogada com una de les millors cançons del 2011 i una de les cançons definitòries de la dècada per publicacions musicals, com Rolling Stone i Billboard. Des de llavors, ha publicat dos mixtapes (Fantasea el 2012 i Slay-Z el 2016), un àlbum d'estudi (Broke with Expensive Taste el 2014) i dues obres de teatre ampliades (1991 el 2012 i Icy Colors Change el 2018). El 2017, Banks va debutar al cinema al drama musical Love Beats Rhymes, interpretant el personatge principal. Les obres de Banks han obtingut el reconeixement de la crítica, basant-se en diversos sons com el house, el rap, el pop, la música electrònica i l'avantguarda. Al llarg de la seva carrera, la presència de Banks a les xarxes socials i les opinions obertes, especialment sobre la política i la raça dels EUA, així com les disputes amb altres artistes, han generat diverses controvèrsies. Complex va assenyalar el 2014 que "obté més atenció pels seus actes públics que no pas per la seva música".